# Hendrik XIV Reuß jongere linie
Hendrik XIV Reuss van Schleiz (Coburg 28 mei 1832 – Schleiz 29 maart 1913) was van 1867 tot 1913 vorst van Reuss jongere linie en van 1902 tot 1908 regent van Reuss oudere linie.
Hij was de zoon van vorst Hendrik LXVII en Adelheid van Reuss-Ebersdorf. Op 6 februari 1858 huwde hij hertogin  Agnes van Württemberg (1835-1886). Uit het huwelijk werden twee kinderen geboren: de erfprins Hendrik XXVII (1858-1928) en Elisabeth (1859-1951). In 1890 hertrouwde hij met Friederike Graetz (1851-1907).
Hendrik XIV besteeg de troon na de dood van zijn vader op 11 juli 1867. Hij regeerde op gematigde wijze, trad in 1871 toe tot het Duitse Keizerrijk en hervormde in datzelfde jaar het kiesrecht. Na de dood van Hendrik XXII van Reuss oudere linie in 1902 werd hij namens diens geesteszieke opvolger Hendrik XXIV als eerstvolgende volwassen telg uit het Huis Reuss regent van dat land. Hij hief aldaar het verbod op het oprichten van politieke verenigingen op. In 1908 legde hij zijn regentschap neer ten gunste van zijn zoon Hendrik XXVII, die hem na zijn dood in 1913 ook op de troon van Reuss j.l. opvolgde.